# Rio Novo do Sul, Espírito Santo
Rio Novo do Sul este un oraș în statul Espírito Santo (ES) din Brazilia.